# 존 프랜시스 데일리
존 프랜시스 데일리(John Francis Daley, 1985년 7월 20일 ~ )는 미국의 배우, 영화 감독, 영화 제작자, 영화 각본가이다.

## 작품 목록

### 영화 각본
- 스트레스를 부르는 그 이름 직장상사 (2011)
- 하늘에서 음식이 내린다면 2 (2013)
- 더 인크레더블 버트 원더스톤 (2013)
- 스트레스를 부르는 그 이름 직장상사 2 (2014)
- 베케이션 (2015) - 연출 겸임
- 스파이더맨: 홈커밍 (2017)
- 게임 나이트 (2018) - 연출 겸임

### 영화 출연
- The Kennedys (2001)
- 뷰 프롬 더 탑 (2003)
- 웨이팅 (2005, Waiting...)
- 스트레스를 부르는 그 이름 직장상사 (2011)
- 더 인크레더블 버트 원더스톤 (2013)
- Rapture-Palooza (2013)
- 베케이션 (2015)
- 게임 나이트 (2018)
- 5-25-77 (2022)

### 텔레비전 각본
- 본즈 (2011)

### 텔레비전 출연
- 프릭스 앤 긱스 (1999-2000)
- 키친 컨피덴셜 (2005-06)
- 본즈 (2007-14)